# ライオンと呼ばれた男
『ライオンと呼ばれた男』（Itineraire D'un Enfant Gate）は1988年のフランスの映画。
監督はクロード・ルルーシュで、主演はジャン・ポール・ベルモンド。ベルモンドは本作で第14回セザール賞の最優秀男優賞を受賞した。

## ストーリー
子供時代にスリルと辛酸を舐め、人生を賭けて独力で大企業を創業した男、サム。家庭では２人の子供に恵まれたが、50歳を過ぎ偶々出会ったヨット事故を契機として、自らは死んだ事にして単身アフリカに渡り第２の人生へ。
異郷の日々で、純朴なモラトリアム青年のアルに出会う。主人公の会社にいた若者は正体を見抜くが、大人の風格とヤンチャな性格に惹かれ相棒に。そんな時、会社の後を任せた子供たちに逆風が吹いているという話が。
主人公に知恵を授けられ会社に送り込まれたアルはヴィクトリアを助けようとするなかで、彼女に惹かれていく。

## キャスト
※括弧内は日本語吹替（吹替版VHSに収録）
- サム・リオン：ジャン＝ポール・ベルモンド（千田光男）
- アル：リシャール・アンコニナ（山寺宏一）
- ヴィクトリア：マリエ・ソフィー・L（土井美加）
- ピエロ：ダニエル・ジェラン（吉水慶）
- サムの最初の妻：リオ（フランス語版）（さとうあい）
- サムの第二の妻：ベアトリス・ジェナン（さとうあい）
- サムの公証人：ミシェル・ボーヌ（秋元羊介）
- ジャン：ジャン=フィリップ・シャトリエ（家中宏）

## スタッフ
- 監督・脚本：クロード・ルルーシュ
- 製作：クロード・ルルーシュ、ジャン＝ポール・ベルモンド
- 撮影：ジャン＝イヴ・ル・メネール
- 編集：ソフィー・ボー
- 音楽：フランシス・レイ